# St. Alban (Untergailnau)

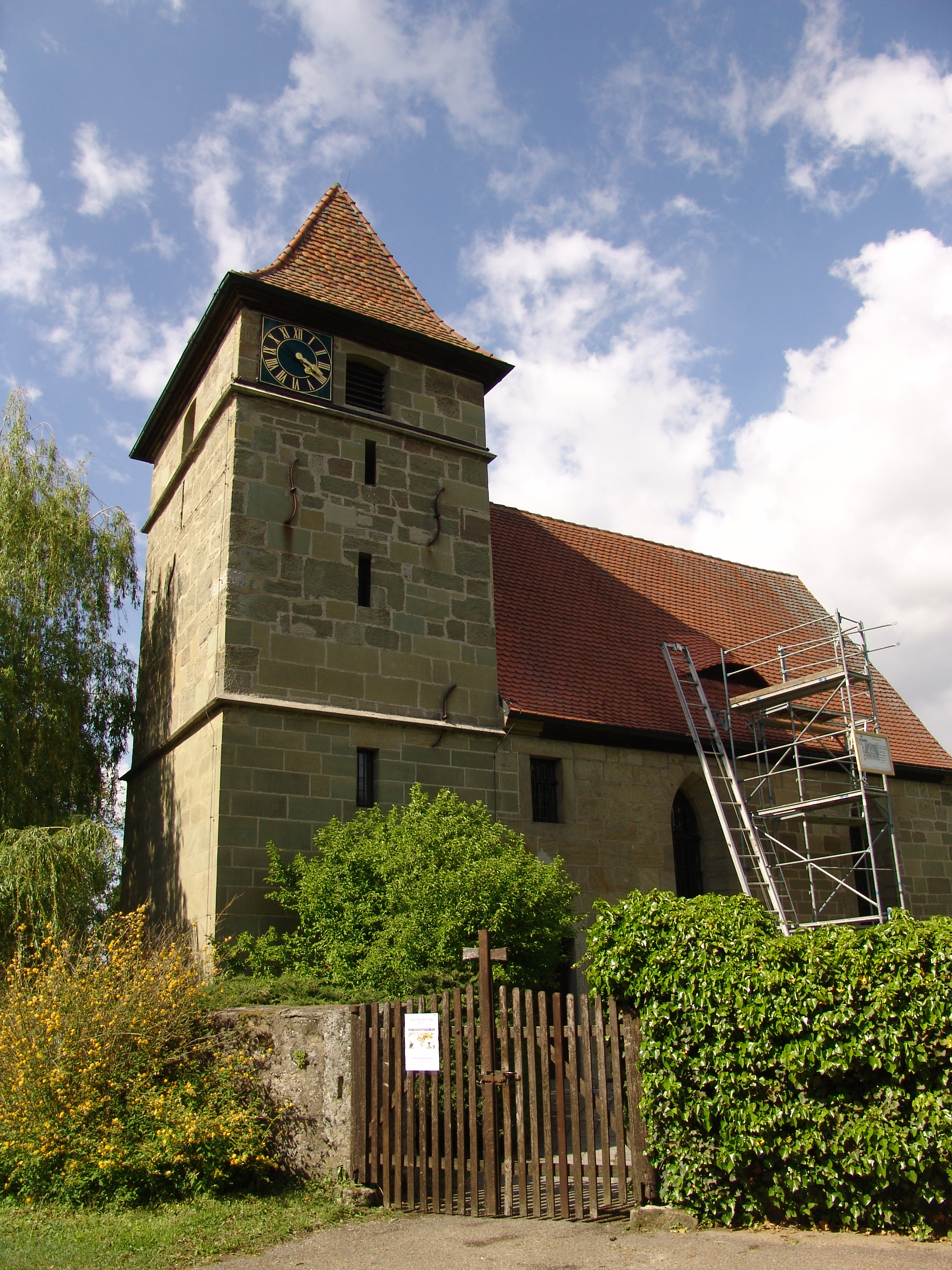
St. Alban (Untergailnau)

Die denkmalgeschützte, evangelisch-lutherische Pfarrkirche St. Alban steht in Untergailnau, einem Gemeindeteil der Gemeinde Wettringen im Landkreis Ansbach (Mittelfranken, Bayern). Die Pfarrkirche ist unter der Denkmalnummer D-5-71-222-7 als Baudenkmal in der Bayerischen Denkmalliste eingetragen. Die Kirchengemeinde gehört zur Pfarrei Wettringen im Dekanat Rothenburg ob der Tauber im Kirchenkreis Ansbach-Würzburg der Evangelisch-Lutherischen Kirche in Bayern.

## Beschreibung
Die Saalkirche aus Quadermauerwerk wurde im Kern um 1392 erbaut. Die Sakristei wurde 1707 angebaut. Das Langhaus musste 1716 ausgebessert werden, nachdem seine Nordwand eingestürzt war. Es wurde im 19. Jahrhundert um die westliche Fensterachse verlängert. Die oberen Geschosse und das Walmdach des querrechteckigen Kirchturms im Westen mussten 1859 abgetragen und erneuert werden. Zur Kirchenausstattung gehört ein Flügelaltar aus dem ersten Jahrzehnt des 16. Jahrhunderts. In seinem Schrein befinden sich die Statuen des heiligen Alban, des heiligen Sebastian und des heiligen Kilian. Ein Sakramentshaus entstand um 1500, das Taufbecken 1589, die Kanzel 1740 und die Orgel 1751.